# 狂怒 (游戏)
《狂怒》是id Software开发的第一人称射击游戏，其采用公司的id Tech 5游戏引擎。游戏最早在2007年6月的蘋果公司全球軟體開發者年會（WWDC）上，以技术演示形式展示，并在同年8月的QuakeCon上正式公布。游戏最终于2011年10月在Microsoft Windows、PlayStation 3、Xbox 360和OS X平台推出。
續作《狂怒煉獄2》於2019年5月14日發售，在PlayStation 4、Xbox One、Windows上推出。

## 故事情节
2029年小行星99942撞击地球事件导致人类文明基本毁灭。人类对于这次灾变属于有备而来，因此建造了许多“方舟”(Ark)，保存了部分精英人类以待时机重建文明。方舟在灾变来临之时埋入地下，并通过冷冻保存技术让乘员进入休眠。主角Nicholas Raine来自美国海军陆战队，因其战斗经验获选进入方舟。
100余年后的2135年，Raine被唤醒，然而他的方舟发生故障导致同舱伙伴都死了(换言之，Raine成了唯一幸存者)。Raine出仓之后发现地表已经沧海桑田，变成了废土(Wasteland)，但是人类文明却并没有完全灭绝 - 一部分人在没有方舟保护的情况下也幸存下来，但由于无政府和资源匮乏，多数变成了不择手段的土匪，还有一些人发生了变异。少数有良知的幸存者组成聚落，而废土上最大的势力则是被称为“权威”(Authority)的组织，他们掌握着灾变前的尖端科技，因此对于废土其他居民是居高临下的存在。
Raine通过和较大的幸存者城市Wellspring合作，得知了“新世界”的许多情况。特别是，“权威”出于某种原因，最热衷于猎杀Raine这样的“方舟幸存者”。Raine一方面出于自保，另一方面为了解放废土，营救了解放组织(Resistance)的头目并与其展开合作。
经过调查，原来废土上一切有一定实力的派系都和方舟计划有一定渊源。“权威”实际上由最早一批重回地表的方舟客“超级方舟”(Super Ark)人员组成。“权威”都是当年是美国军方人士，通过非法手段（杀害了“超级方舟”原名单的成员包括美国总统和政客）才获得进入方舟的资格。他们同时利用手段，拖延绝大多数方舟重回地表参加建设的时间。而对于已经浮出的其他方舟人员，“权威”的政策则是格杀勿论，此举对他们一举两得，一来是要确保没有‘旧世界’的人知晓他们的恶行，二来方舟人员接受的一些科技改造已经失传，特别是输入血液的，能加速身体恢复“纳米机器人”(Nanotrites)，“权威”希望获得这种技术为己所用。虽然没有获得完全成功，但“权威”至少靠这种技术制造了听命于自己的变异人，强化了实力。而解放组织的领导John Marshall，原本是“权威”的基层上尉军官，因为良知发现才选择背叛组织。
故事的结局是Raine配合抵抗组织，打入“权威”总部，入侵其电脑系统，发射卫星激活信号一次性召唤了所有残余方舟浮出地面，这样反抗“权威”的实力对比就突然极大改变了。
原版故事的剧情到此为止。续集中透露了斗争的结果是“权威”遭到颠覆，失去了统治权，然而并没有完全覆灭，其残余继续作为续作的主要反派出现。

## 关联作品
- 销售包装上强调了本作与“毁灭战士”和“雷神竞技场”的精神续作关系（"From the Creators of Doom and Quake"） - 开发商id是以上两个系列的开发者。本作的火箭筒瞄准器隐藏了Doom主题屏保作为彩蛋。
- 发行商Bethesda旗下的另一知名系列《辐射》系列，与本作的共同点在于均为后末日题材。《辐射》系列的吉祥物“避难所小子”在本作中作为彩蛋收藏品登场，是以辐射3同款的玩偶出现。
- Bethesda发布于2015年的《辐射4》的主角设定：冷冻保存和“唯一幸存者”可能交叉参考了本作。